# Solveig Rönn-Christiansson
Solveig Adina Olena Rönn-Christiansson, född Rönn 11 november 1902 i Gamlestads församling i Göteborg, död 8 juni 1982 i Kista församling i Stockholm, var en svensk kommunalarbetare och politiker (kommunist). Rönn-Christiansson var riksdagsledamot av andra kammaren 1937–40 och 1945–48 samt ledamot av Göteborgs stadsfullmäktige 1943–46.

## Biografi
Solveig Rönn var den sjunde i en syskonskara på tio i ett fattigt hem där fadern var lyktskötare. Hon började arbeta som trettonåring, de första åren bland annat som hembiträde. 

### Tidigt politiskt engagemang
Efter att ha organiserat en strejk på konditoriet Bräutigams 1924 anslöt hon sig till Sveriges kommunistiska parti. Året därpå fick hon anställning inom sjukhustvätten på Sahlgrenska i Göteborg, ett yrke hon skulle behålla fram till 1939, och engagerade sig inom Svenska kommunalarbetareförbundet. Hon blev också invald i partiets distriktsstyrelse i Göteborg 1930. I samband med skotten i Ådalen 1931 åtalades Rönn-Christiansson, men åtalet kom inte att resultera i någon dom. I efterhand kommenterade hon detta såhär: 
”På ett sätt tyckte jag det var synd, för jag tänkte att då får jag läsa och bilda mig litet, om jag kommer i fängelse.”

### Riksdagsledamot
Vid andrakammarvalet 1936 valdes Rönn-Christiansson in i riksdagen som SKP:s första kvinnliga riksdagsledamot, och vid tiden för sitt inval var hon blott 34 år gammal. Hon var unik för sin tid då hon framhöll att frågan om hemmens ekonomi inte var en kvinnofråga utan en samhällsfråga. Under sin tid i riksdagen framlade Rönn-Christiansson trettiotal motioner, flertalet rörande socialpolitiska frågor, såsom rätten till bedövning vid förlossning och lika lön för lika arbete mellan män och kvinnor. Hon föreslog även i en motion 1945 att lärarna skulle fråntas rätten att begå skolaga i svenska folkskolan och bemöttes starkt av dåtidens samlade vetenskap, men avfärdade dessa "rottingpedagoger" och hänvisade istället till barnens föräldrar, som hon ansåg var viktigare sakkunniga. 

### Senare verksamhet
Efter riksdagsarbetet återvände Rönn-Christiansson till sjukhustvätten, men fann arbetet för tungt och sjukpensionerades. Hon fann dock snart en ny utkomst inom Arbetarnas bildningsförbund, en organisation som annars inte gjort sig känd för att rekrytera kommunister. Där kom Rönn-Christiansson sedan att arbeta livet ut. En av hennes styrkor var förmågan att förena politiska studier med praktisk handling; mellan cirkelträffarna fick deltagarna i uppgift att sprida det de lärt sig i andra miljöer, och återkoppla till cirkeln kring responsen. 1949–1956 var hon nämndeman i Göteborg.